# Saint-Jean-de-la-Motte
Saint-Jean-de-la-Motte és un municipi francès situat al departament del Sarthe i a la regió de País del Loira. L'any 2007 tenia 935 habitants.

## Demografia

### Població
El 2007 la població de fet de Saint-Jean-de-la-Motte era de 935 persones. Hi havia 376 famílies de les quals 81 eren unipersonals (49 homes vivint sols i 32 dones vivint soles), 162 parelles sense fills, 105 parelles amb fills i 28 famílies monoparentals amb fills.
La població ha evolucionat segons el següent gràfic:
Habitants censats

### Habitatges
El 2007 hi havia 509 habitatges, 393 eren l'habitatge principal de la família, 65 eren segones residències i 51 estaven desocupats. 498 eren cases i 9 eren apartaments. Dels 393 habitatges principals, 324 estaven ocupats pels seus propietaris, 58 estaven llogats i ocupats pels llogaters i 11 estaven cedits a títol gratuït; 2 tenien una cambra, 33 en tenien dues, 68 en tenien tres, 118 en tenien quatre i 172 en tenien cinc o més. 288 habitatges disposaven pel capbaix d'una plaça de pàrquing. A 153 habitatges hi havia un automòbil i a 211 n'hi havia dos o més.

### Piràmide de població
La piràmide de població per edats i sexe el 2009 era:
| Homes | Edats   | Dones |
| ----- | ------- | ----- |
| 0     | 95 o +  | 4     |
| 4     | 90 a 94 | 8     |
| 8     | 85 a 89 | 0     |
| 4     | 80 a 84 | 12    |
| 16    | 75 a 79 | 20    |
| 32    | 70 a 74 | 20    |
| 28    | 65 a 69 | 28    |
| 32    | 60 a 64 | 16    |
| 12    | 55 a 59 | 12    |
| 20    | 50 a 54 | 16    |
| 36    | 45 a 49 | 20    |
| 32    | 40 a 44 | 52    |
| 52    | 35 a 39 | 40    |
| 28    | 30 a 34 | 32    |
| 8     | 25 a 29 | 12    |
| 8     | 20 a 24 | 20    |
| 36    | 15 a 19 | 24    |
| 28    | 10 a 14 | 12    |
| 36    | 5 a 9   | 20    |
| 16    | 0 a 4   | 16    |

## Economia
El 2007 la població en edat de treballar era de 580 persones, 427 eren actives i 153 eren inactives. De les 427 persones actives 389 estaven ocupades (227 homes i 162 dones) i 37 estaven aturades (14 homes i 23 dones). De les 153 persones inactives 56 estaven jubilades, 32 estaven estudiant i 65 estaven classificades com a «altres inactius».

### Ingressos
El 2009 a Saint-Jean-de-la-Motte hi havia 390 unitats fiscals que integraven 932 persones, la mediana anual d'ingressos fiscals per persona era de 15.687 €.

### Activitats econòmiques
Dels 26 establiments que hi havia el 2007, 2 eren d'empreses de fabricació d'altres productes industrials, 13 d'empreses de construcció, 3 d'empreses de comerç i reparació d'automòbils, 1 d'una empresa de transport, 2 d'empreses d'hostatgeria i restauració, 1 d'una empresa d'informació i comunicació, 2 d'empreses immobiliàries, 1 d'una empresa de serveis i 1 d'una entitat de l'administració pública.
Dels 13 establiments de servei als particulars que hi havia el 2009, 1 era un paleta, 1 guixaire pintor, 5 fusteries, 2 lampisteries, 3 electricistes i 1 restaurant.
Dels 3 establiments comercials que hi havia el 2009, 1 era una fleca, 1 una carnisseria i 1 una botiga de mobles.
L'any 2000 a Saint-Jean-de-la-Motte hi havia 29 explotacions agrícoles que ocupaven un total de 1.406 hectàrees.

## Equipaments sanitaris i escolars
El 2009 hi havia una escola elemental.

## Poblacions més properes
El següent diagrama mostra les poblacions més properes.